# Severnjak
Severnjak (bulgariska: Северняк) är ett distrikt i Bulgarien.   Det ligger i kommunen Obsjtina Krusjari och regionen Dobritj, i den nordöstra delen av landet, 400 km öster om huvudstaden Sofia.
Trakten runt Severnjak består till största delen av jordbruksmark. Runt Severnjak är det glesbefolkat, med 15 invånare per kvadratkilometer.